# Spey (Naturschutzgebiet)
Die Spey (Schreibweise manchmal auch Spei) ist ein Flurstrich und ein gleichnamiges Naturschutz- und FFH-Gebiet im Deichvorland am linken Ufer des Niederrheines an der Grenze von Meerbusch nach Krefeld.

## Schutzgebiet
Das Naturschutzgebiet „Die Spey“ besteht aus zwei gleichnamigen, formal getrennten, etwa gleich großen Teilen: die nördliche Hälfte (Kennung KR-003) liegt auf dem Gebiet der Stadt Krefeld (Stadtteil Linn), die südliche (Kennung NE-006) gehört zum Rhein-Kreis Neuss und liegt auf dem Gebiet der Stadt Meerbusch (Stadtteil Nierst).
Beide Gebiete zusammen bilden unter gleichem Namen ein über 100 ha großes Natura-2000-/FFH-Gebiet (Kennung DE-4606-301).
Das Gebiet steht in engem Kontakt mit dem westlich anschließenden FFH-Gebiet Latumer Bruch mit Buersbach, Stadtgraeben und Wasserwerk (Kennung DE-4605-301) und ist eingebunden in den Biotopverbund Krefelder Süden.

## Biotopstruktur: Tier- und Pflanzenwelt
Die Spey bildet mit ihrer Lage im rezent überfluteten, wald- und grünlandbetonten Deichvorland einen wertvollen, naturnahen Biotopkomplex aus auentypischen Strukturen und Lebensraumtypen im Kontakt zu Wiesen- und Weidegrünland sowie kleinflächigem Ackerland. Das Gebiet stellt einen charakteristischen Ausschnitt der Rheinauenlandschaft mit einer vielfältigen Lebensraumausstattung dar und zählt zu den größeren derartigen, noch relativ gut erhaltenen Reliktflächen in Nordrhein-Westfalen.
In der Spey finden sich insbesondere die folgenden Lebensraumtypen:
- insbesondere im südlichen Teil Weichholz-Auenwälder einschl. ihrer Vorwaldstadien (FFH-Typ 91E0), vornehmlich aus Silberweiden, aber auch Erlen und Eschen
- insbesondere im nördlichen Teil ausgedehnten Flachlandmähwiesen und Stromtalwiesen mit feuchten Hochstaudenfluren (FFH-Typ 6430), Glatthafer- und Wiesenknopf-Silgenwiesen (FFH-Typ 6510)
- insbesondere im Uferbereich zum Rhein und am unten erwähnten See Schlammuferfluren mit Röhricht- und Seggenbeständen sowie offene Sand- und Kiesflächen

Im südlichen Teil der Spey liegt ein aus einer Naßabgrabung hervorgegangener See, der im Kontakt zum Rhein steht. Dieser dient gemeinsam mit den oben erwähnten Feuchtgebieten und Uferzonen als Ruhezone, Laichplatz und Lebensraum für Fische (z. B. Flussneunauge), Amphibien und wassernah lebende Vögel.
Besonders wertvoll ist die Spey als Brut-, Rast- und Nahrungsgebiet für verschiedene Wasser- und Wiesenvögel sowie als Trittsteinbiotop für Zugvögel. Es finden sich seltene Arten wie Nachtigall, Pirol und Flussregenpfeifer, vereinzelt auch besonders bedrohte Arten wie Kampfläufer oder Zwergsäger.
Unter den zahlreichen Insektenarten ist besonders der bedrohte Dunkle Wiesenknopf-Ameisenbläuling erwähnenswert.

Dunkler Wiesenknopf-Ameisenbläuling mit spannender Fortpflanzungsgeschichte
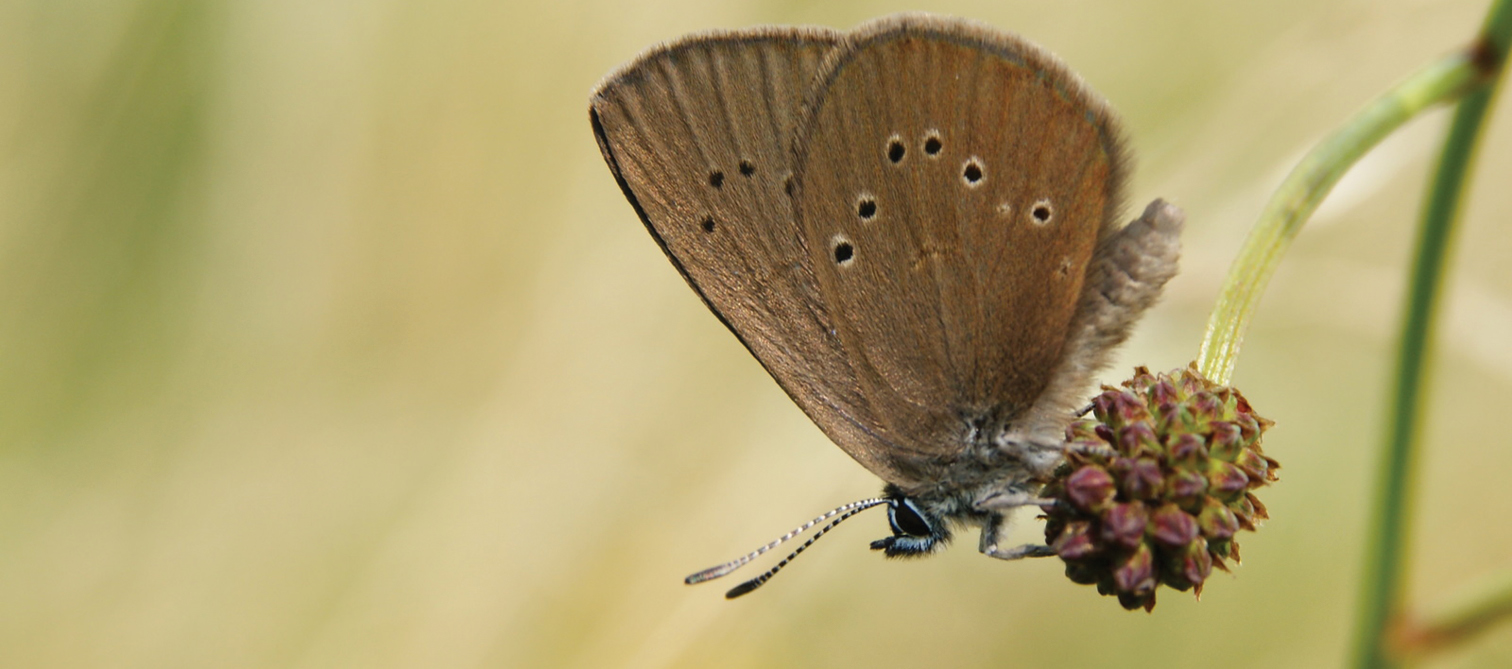
Dunkler Wiesenknopf-Ameisenbläuling
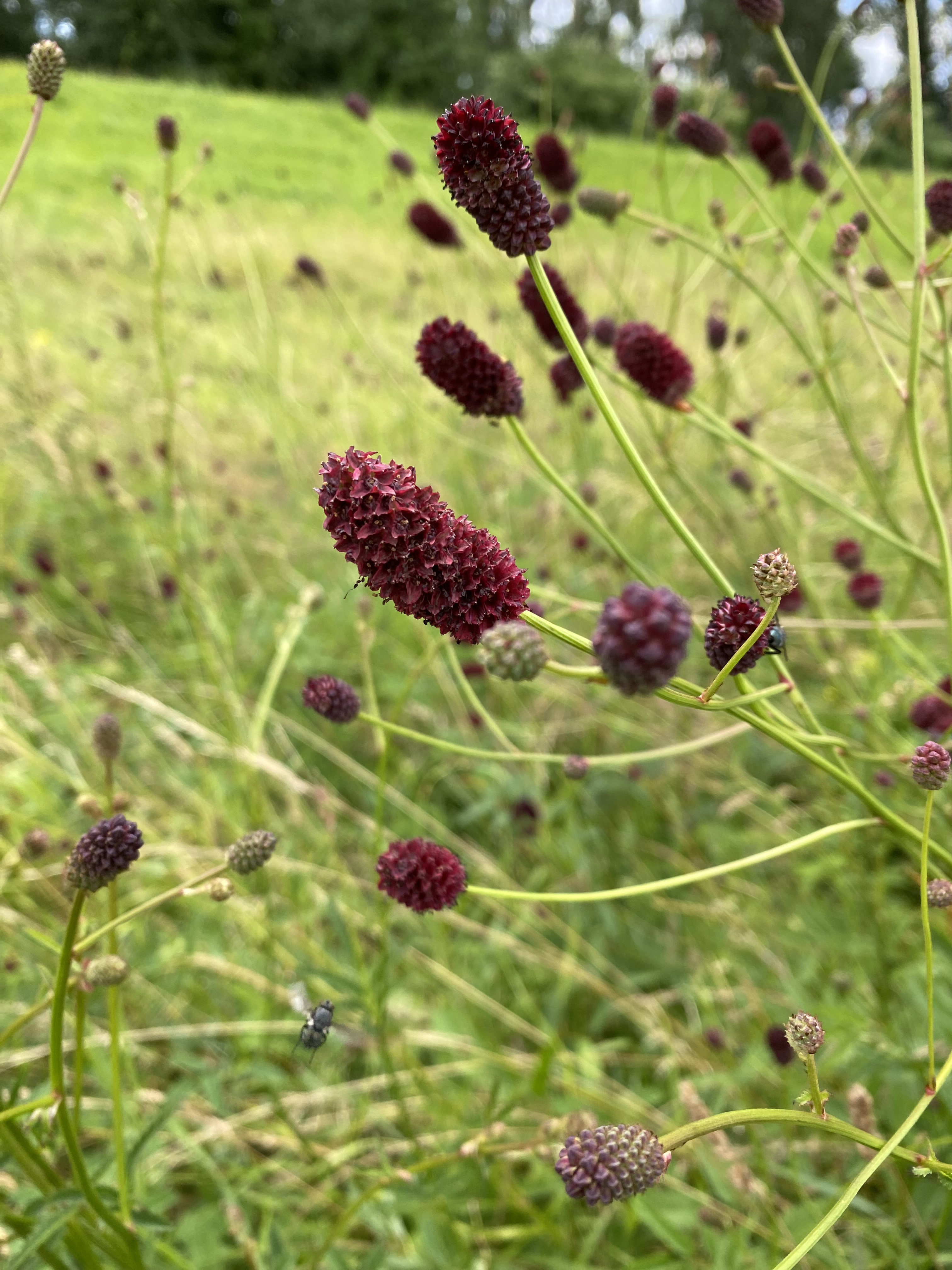
Großer Wiesenknopf
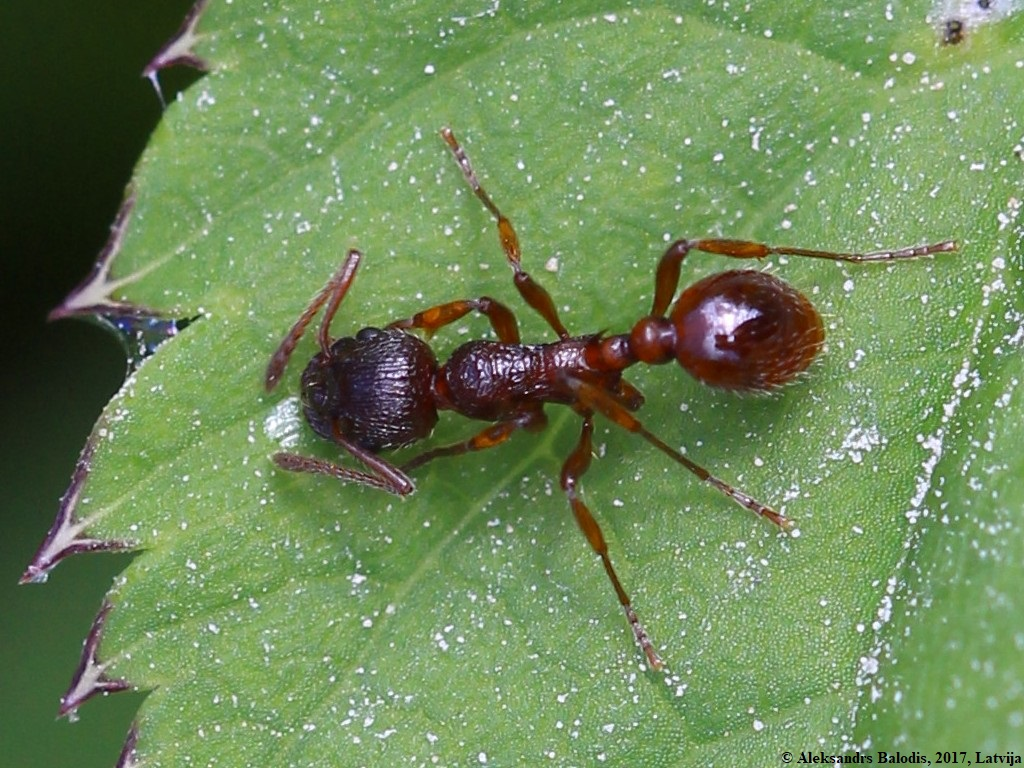
Rote Gartenameise

Die Spey in Meerbusch
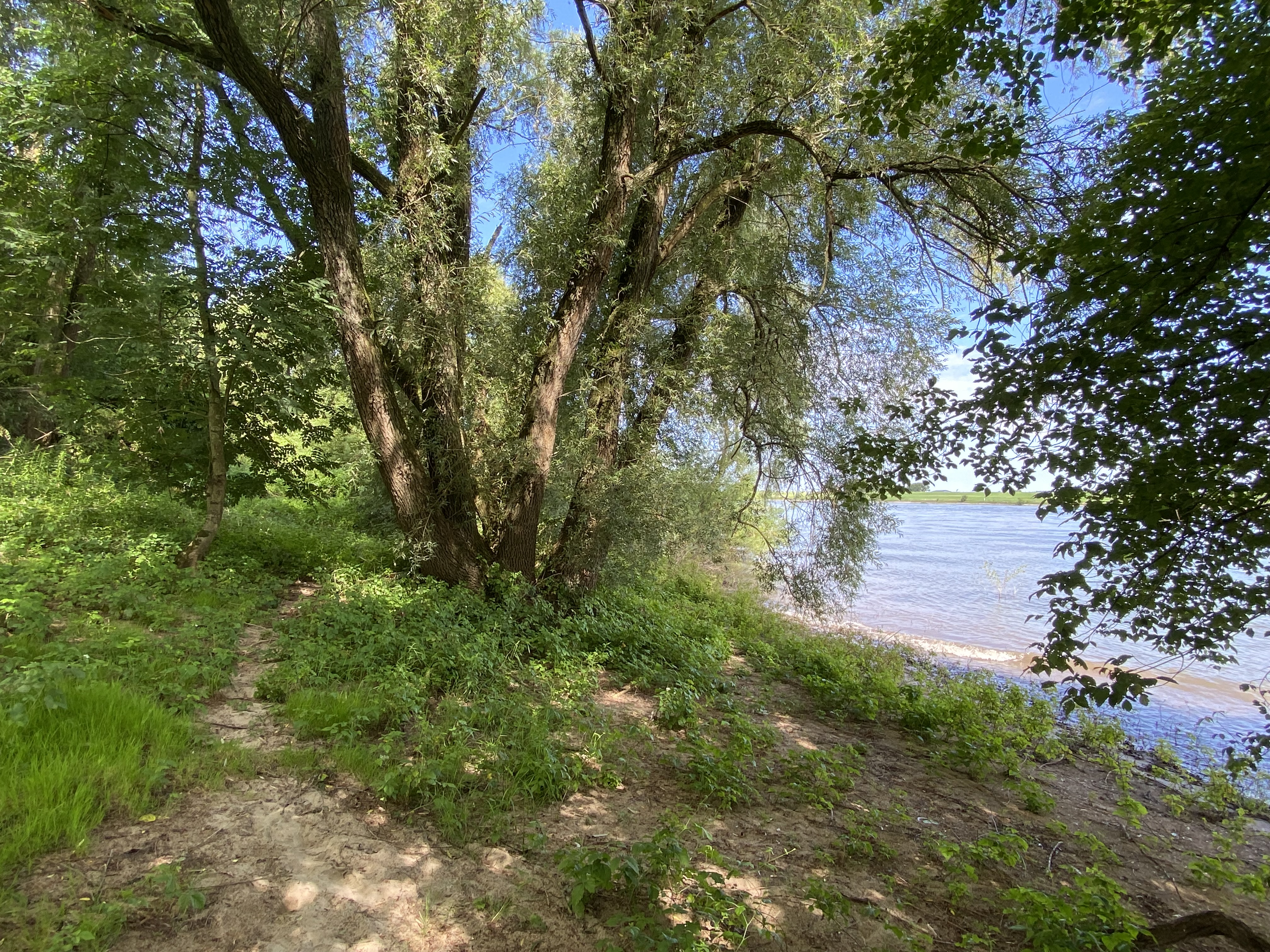
Rheinufer
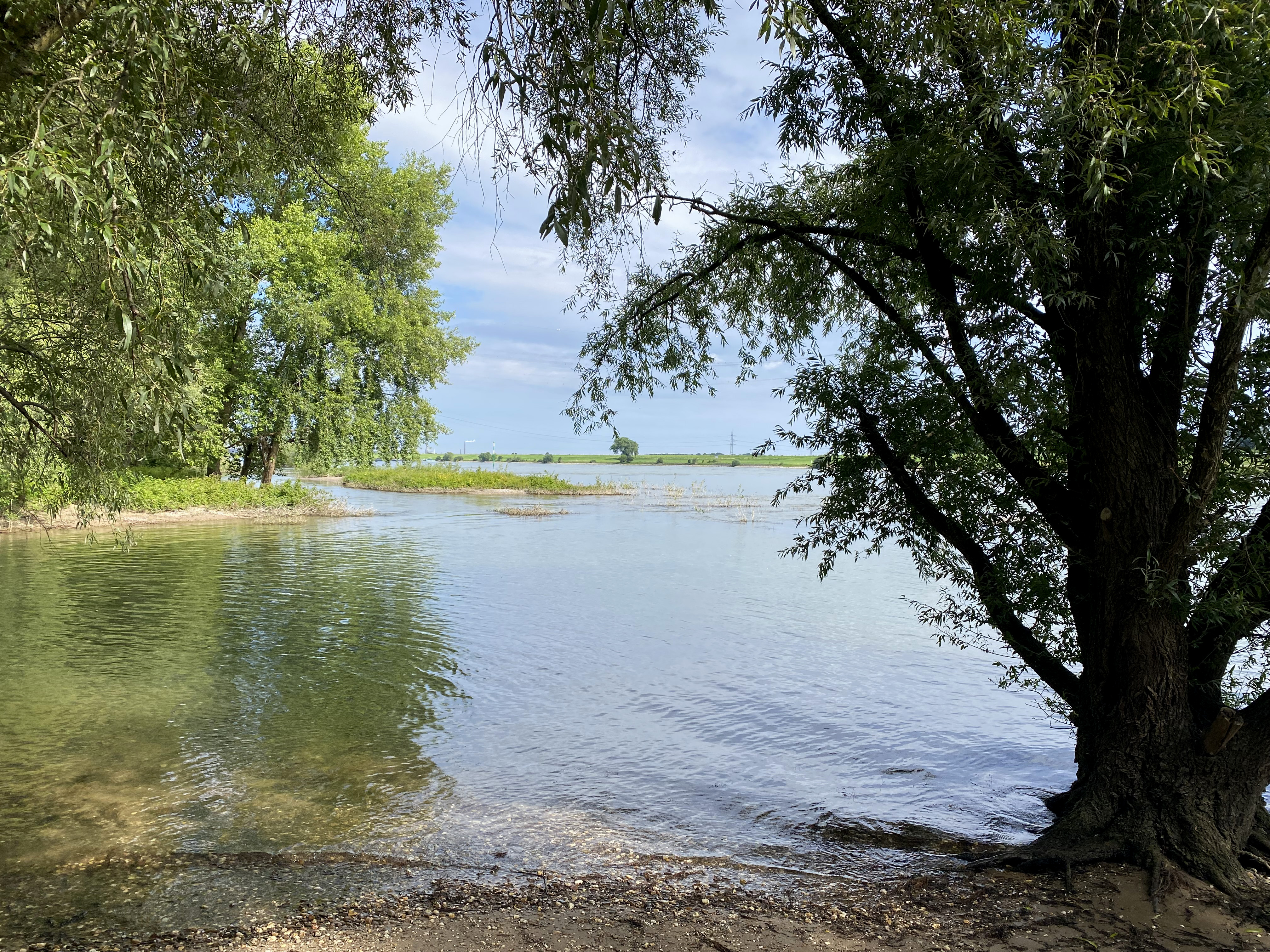
Verbindung ehem. Abgrabung zum Rhein
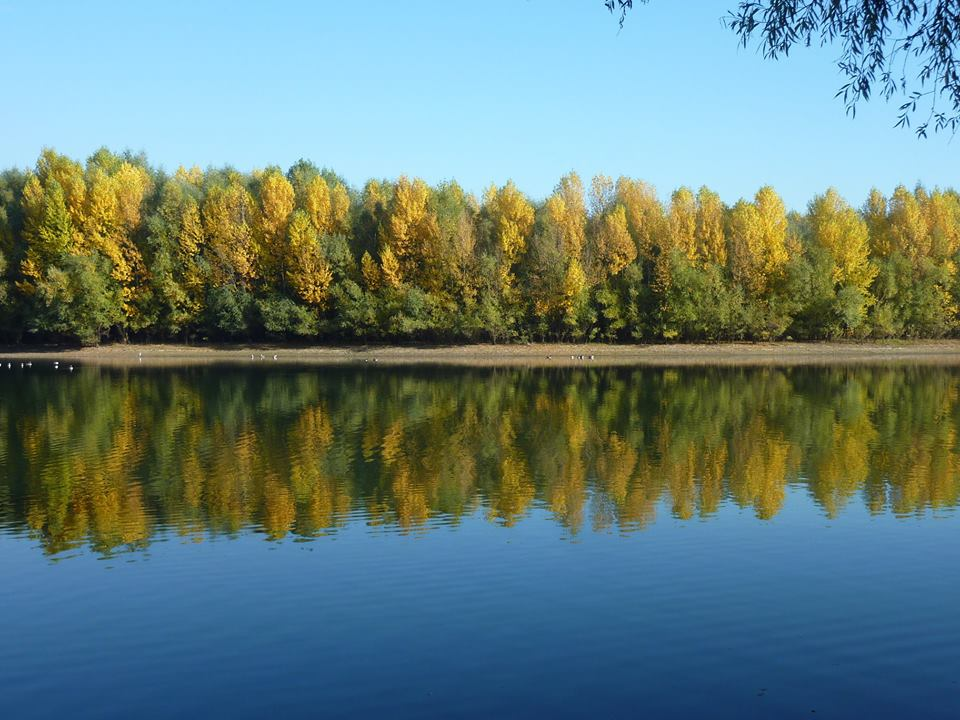
NSG Die Spey - renaturierter Rheinarm / ausgebaggerter See
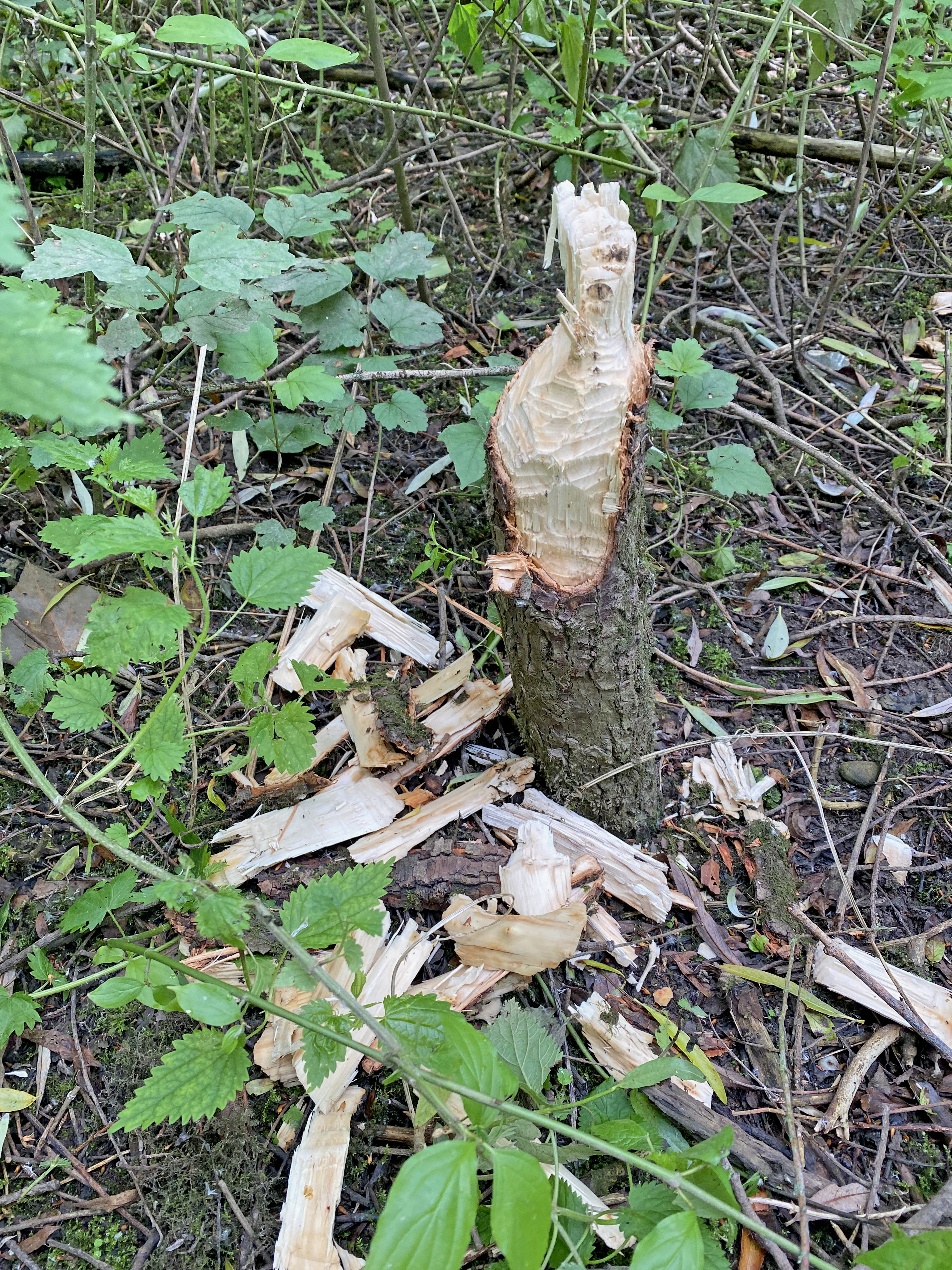
Biberspur am ehem. Abgrabungsgewässer
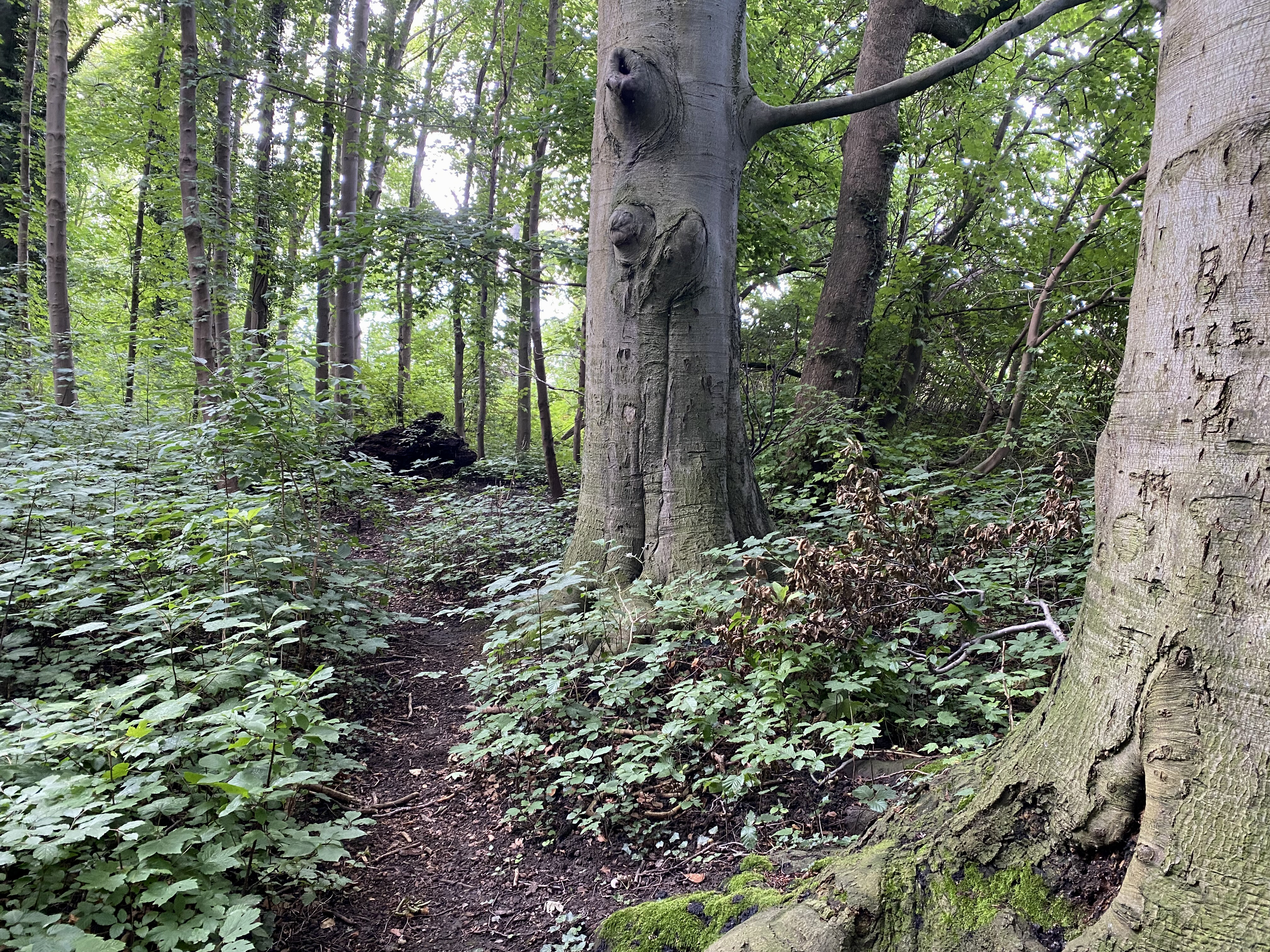
Wald am ehem. Abgrabungsgewässer
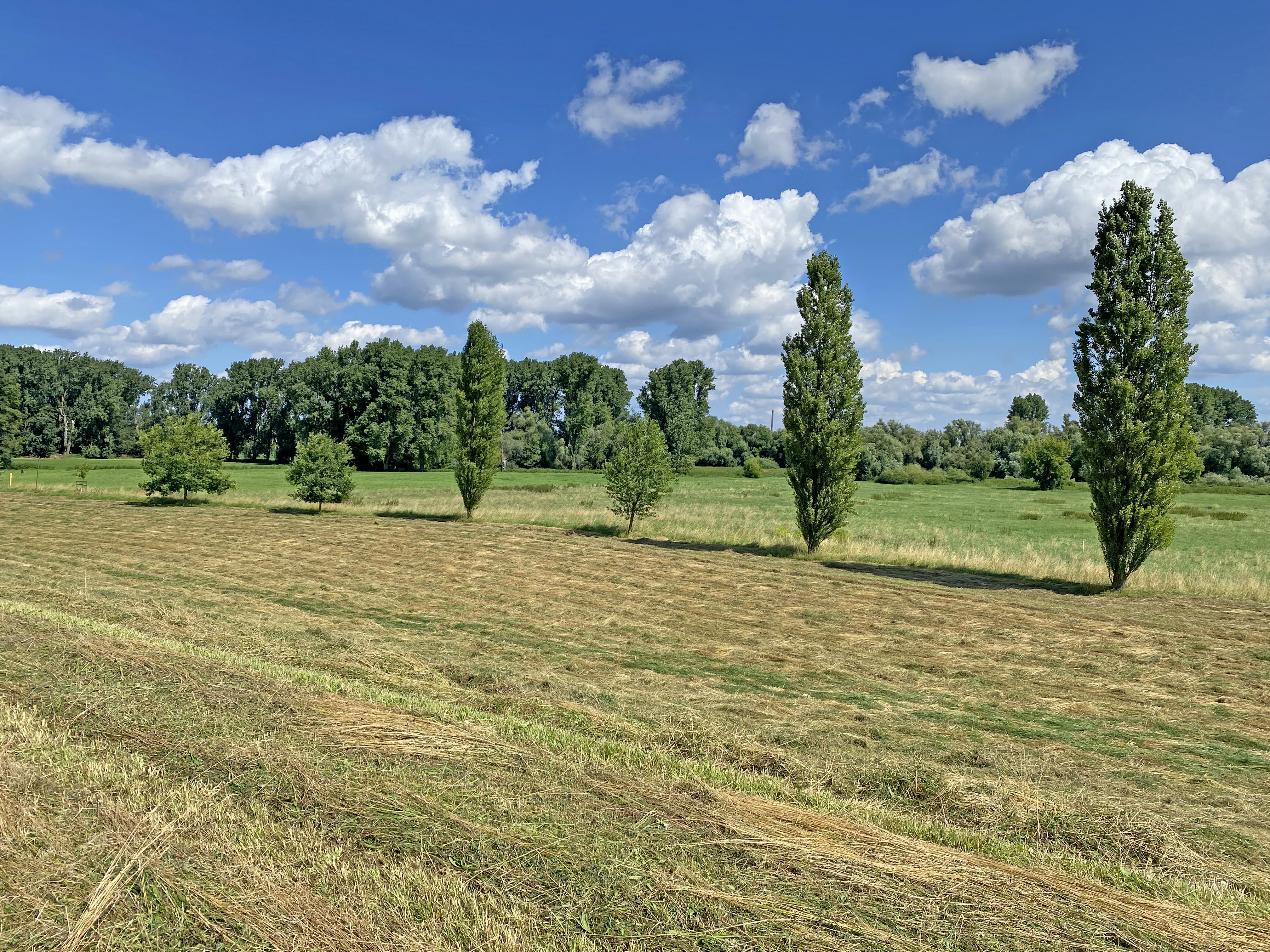
Blick vom Deich Richtung Rhein

Die Spey in Krefeld
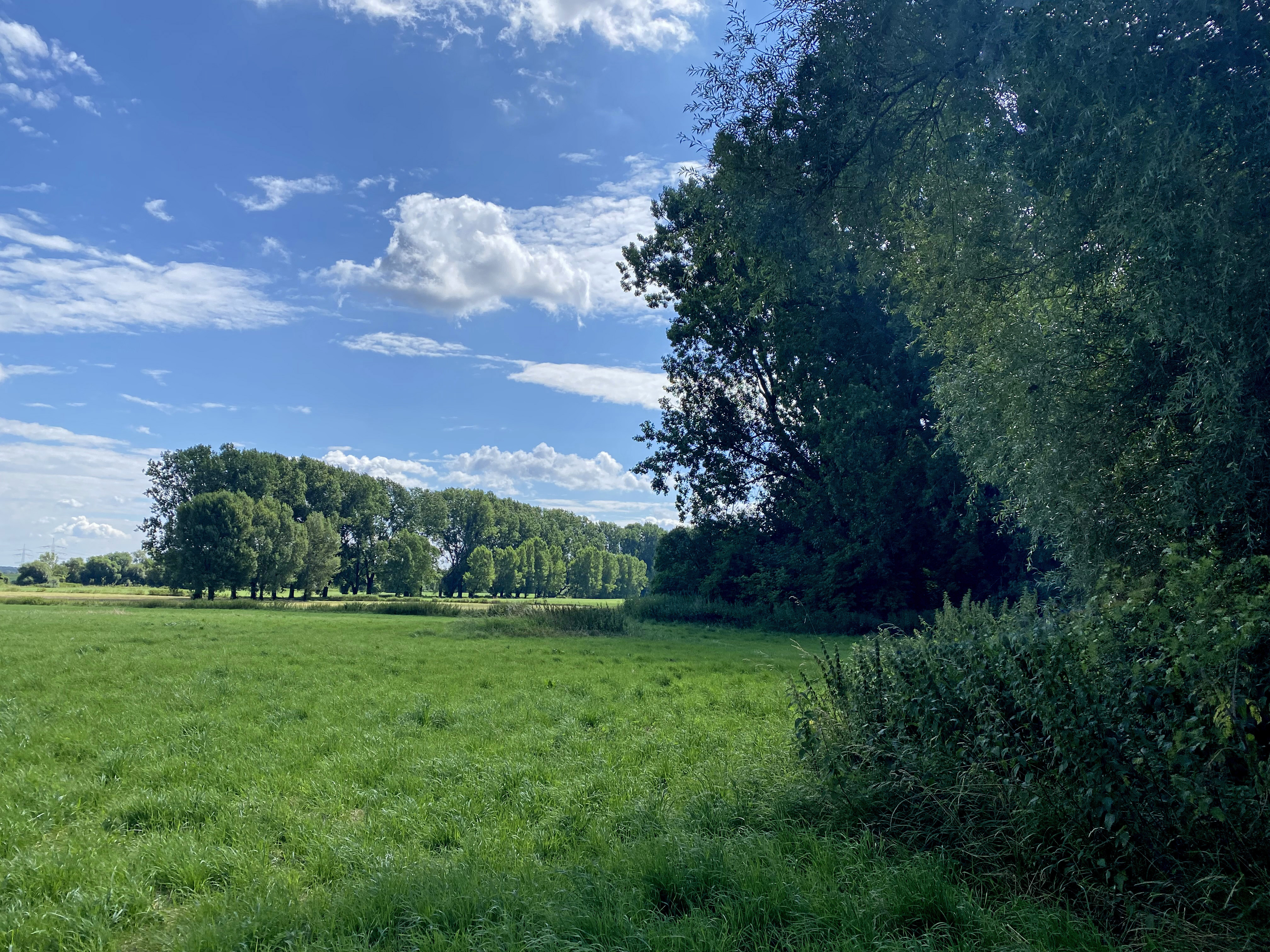
Mähwiese mit Pappelreihe am Rheinufer
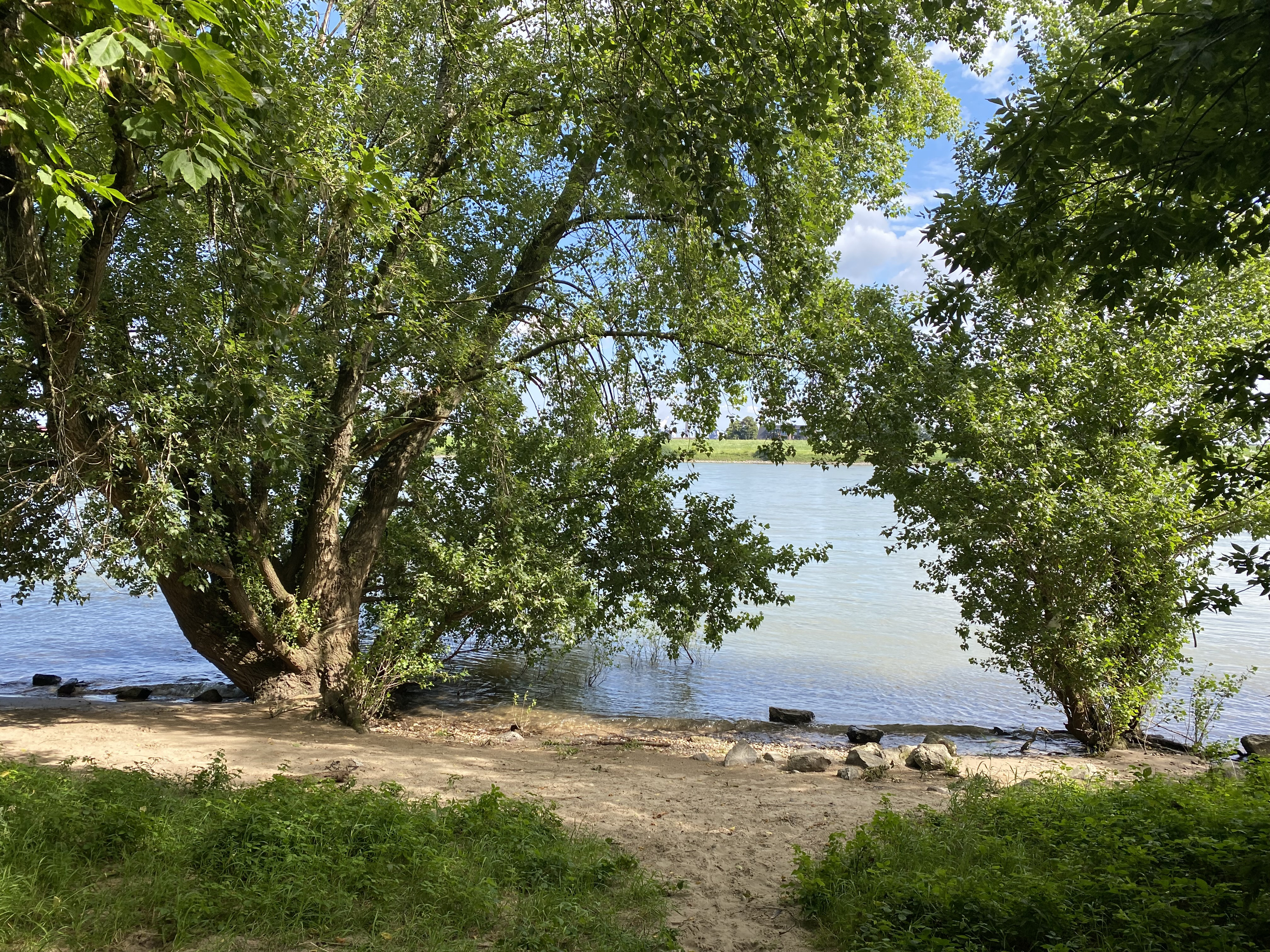
Bäume am Rheinufer bei hohem Wasserstand
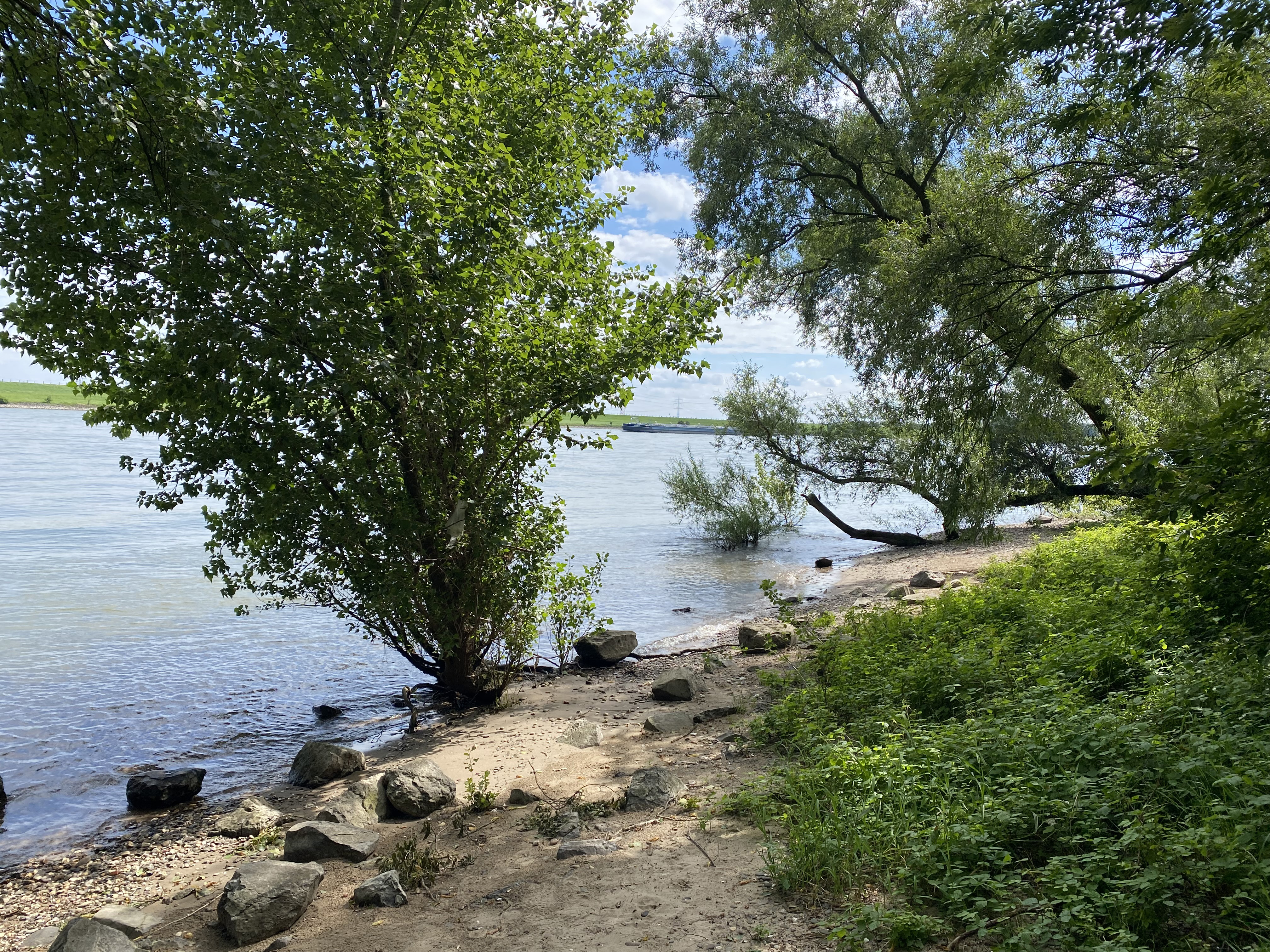
Rheinufer
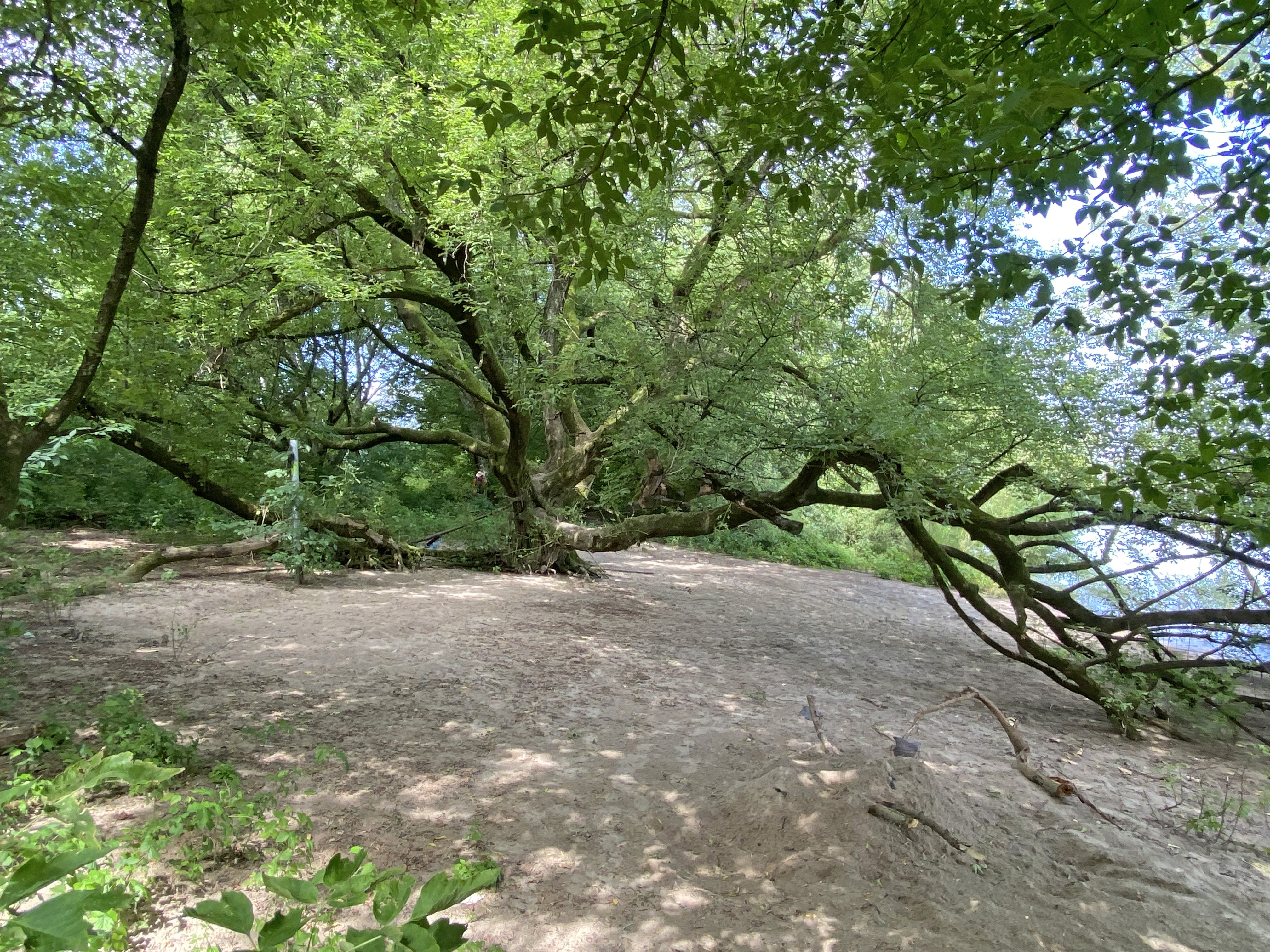
Rheinuferbaum
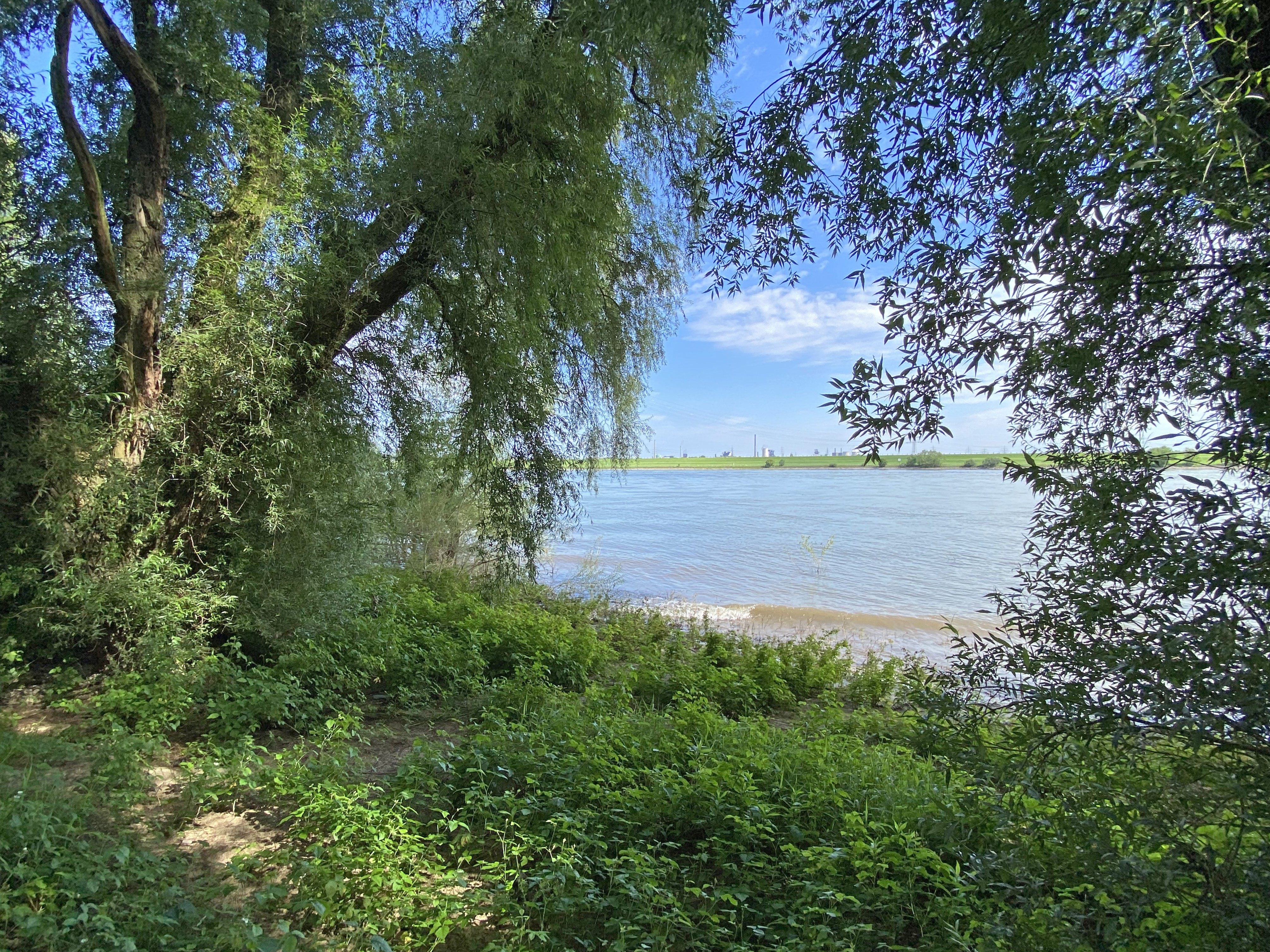
Rheinufer-Vegetation
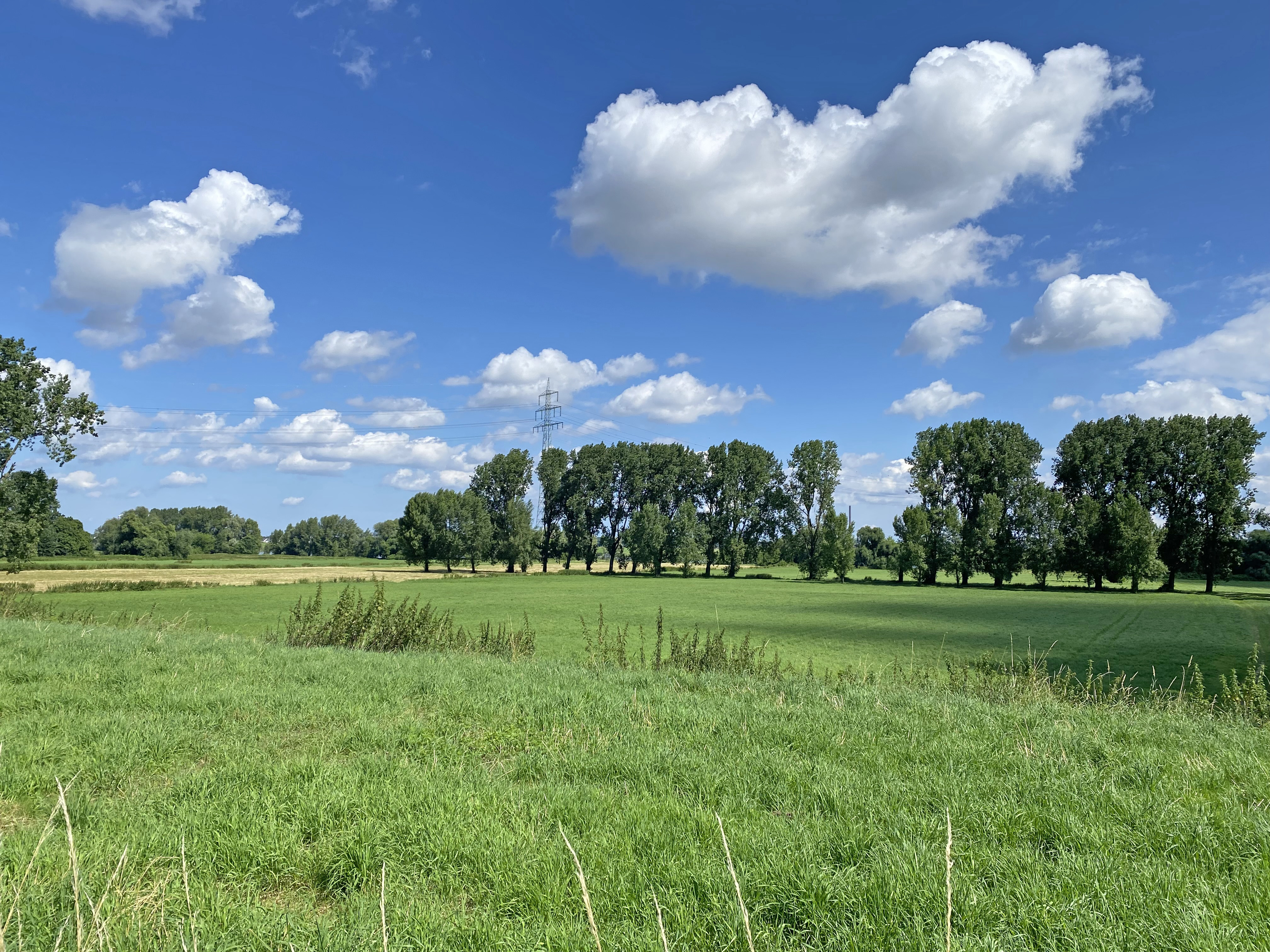
Blick vom Rheindeich Richtung Rhein